# زیردریایی یو-۶۰۲
زیردریایی یو-۶۰۲ (به انگلیسی: German submarine U-602) یک زیردریایی بود که طول آن ۶۷٫۱ متر (۲۲۰ فوت ۲ اینچ) بود. این زیردریایی در سال ۱۹۴۱ ساخته شد.